# Remo
Ремо — американский производитель барабанных пластиков (мембран) и некоторых барабанных принадлежностей. Расположен в г. Санта-Кларита, штат Калифорния. Входит в число ведущих производителей пластиков наряду с Aquarian и Evans.

## История
Основатель компании — барабанщик Ремо Белли — в 1950-е — 60-е годы много экспериментировал с материалами для производства пластиковых мембран. На протяжении 1960-х годов пластики «Ремо» постепенно получили признание как у джазменов, так и у рокеров. Первоначально пластики были белыми и непрозрачными, позже появились прозрачные, двуслойные и другие модификации.

## Серии выпускаемых пластиков
Типы пластиков «Remo» включают гладкие (Clear, Hazy, White и Ebony), с напылением (Weatherking), структурные (Renaissance), многослойные (Fiberskyn 3, CS, Pinstripe, Mondo) и тканные (Falams).
- Ambassador / Vintage A / Ambassador X
- Diplomat
- Controlled Sound / Controlled Sound X
- Emperor / Emperor X / Vintage Emperor
- Smooth White
- Ebony
- Pinstripe
- Suede / Black Suede[4]
- Powerstroke 3 / Powerstroke 4
- Powersonic
- Powerstroke X
- Powerstroke Pro

## Музыканты, представляющие Ремо
Ниже приведён неполный список эндорсеров.
- Эдди Фишер
- Трэвис Баркер
- Картер Бьюфорд
- Тейлор Хокинс
- Шеннон Лето
- Рэй Лузье
- Чад Смит
- Ларс Ульрих
- Дэниел Адэр
- Томми Олдридж
- Рик Аллен
- Фрэнк Бёрд
- Майк Бордин
- Пол Бостаф
- Роб Бурдон
- Стив Смит
- Иэн Пейс